# Dicranomyia subpulchripennis
Dicranomyia subpulchripennis là một loài ruồi trong họ Limoniidae. Chúng phân bố ở miền Cổ bắc.